# Poulton Peak
Der Poulton Peak ist ein 1125,9 m hoher Berggipfel im ostantarktischen Mac-Robertson-Land. Er ist der höchste Punkt eines felsigen Gebirgskamms im nordöstlichen Teil der Blånabbane.
Der Gipfel diente 1965 als unbenannte Station für trigonometrische Vermessungen im Zuge der Australian National Antarctic Research Expeditions. Das Antarctic Names Committee of Australia benannte ihn nach Michael Alexander Poulton, der 1965 als Wetterbeobachter auf der Mawson-Station tätig war.